# Verein für Bewegungsspiele Lübeck von 1919 2021-2022
Questa voce raccoglie le informazioni riguardanti il Verein für Bewegungsspiele Lübeck von 1919 nelle competizioni ufficiali della stagione 2021-2022.

## Stagione
Nella stagione 2021-2022 il Lubecca, allenato da Lukas Pfeiffer, concluse il campionato di Regionalliga Nord al 5º posto.

## Rosa
| N. |                        | Ruolo | Calciatore         |
| -- | ---------------------- | ----- | ------------------ |
| 1  | Germania (bandiera)    | P     | Eric Gründemann    |
| 2  | Germania (bandiera)    | D     | Robin Kölle        |
| 3  | Germania (bandiera)    | D     | Jan Lippegaus      |
| 4  | Islanda (bandiera)     | D     | Aron Andreasson    |
| 5  | Germania (bandiera)    | D     | Calvin Brackelmann |
| 7  | Germania (bandiera)    | A     | Samuel Abifade     |
| 8  | Polonia (bandiera)     | C     | Mateusz Ciapa      |
| 9  | Germania (bandiera)    | A     | Malek Fakhro       |
| 10 | Turchia (bandiera)     | A     | Cemal Sezer        |
| 11 | Germania (bandiera)    | A     | Nathaniel Amamoo   |
| 14 | Paesi Bassi (bandiera) | D     | Gregory Kuisch     |
| 15 | Germania (bandiera)    | D     | Fynn Kleeschätzky  |
| 17 | Germania (bandiera)    | D     | Tommy Grupe        |
| 18 | Germania (bandiera)    | A     | Robin Krolikowski  |
| 19 | Germania (bandiera)    | A     | Jamie Shalom       |
| 20 | Croazia (bandiera)     | C     | Vjekoslav Taritaš  |

| N. |                        | Ruolo | Calciatore          |
| -- | ---------------------- | ----- | ------------------- |
| 21 | Germania (bandiera)    | A     | Ben Bäßler          |
| 22 | Finlandia (bandiera)   | P     | Julius Schmid       |
| 23 | Germania (bandiera)    | D     | Mattis Daube        |
| 24 | Germania (bandiera)    | C     | Morten Rüdiger      |
| 27 | Germania (bandiera)    | C     | Alexander Schmitt   |
| 30 | Germania (bandiera)    | C     | Mika Urbanski       |
| 31 | Germania (bandiera)    | C     | Mirko Boland        |
| 32 | Guatemala (bandiera)   | P     | José Aguirre        |
| 34 | Afghanistan (bandiera) | C     | Belal Ahmadi        |
| 34 | Germania (bandiera)    | C     | Yasin Varol         |
| 35 | Germania (bandiera)    | C     | Sven Freitag        |
| 36 | Germania (bandiera)    | D     | Lasse Jetz          |
| 37 | Germania (bandiera)    | C     | Minou Tsimba-Eggers |
| 38 | Turchia (bandiera)     | A     | Kaniwar Uzun        |
| 39 | Germania (bandiera)    | A     | Oskar von Esebeck   |

## Organigramma societario
Area tecnica
- Allenatore: Lukas Pfeiffer
- Allenatore in seconda: Lars Hopp
- Preparatore dei portieri: Stefan Karow
- Preparatori atletici:
- Analisi video:

## Calciomercato

### Sessione estiva
| Acquisti | Acquisti           | Acquisti           | Acquisti |
| R.       | Nome               | da                 | Modalità |
| -------- | ------------------ | ------------------ | -------- |
| P        | Julius Schmid      | Holstein Kiel II   |          |
| C        | Alexander Schmitt  | Næstved            |          |
| D        | Calvin Brackelmann | Rödinghausen       |          |
| A        | Cemal Sezer        | St. Pauli II       |          |
| D        | Robin Kölle        | Kaiserslautern II  |          |
| A        | Samuel Abifade     | Wolfsburg II       |          |
| A        | Nathaniel Amamoo   | TeBe Berlino       |          |
| D        | Aron Andreasson    | Meuselwitz         |          |
| A        | Ben Bäßler         | Ingolstadt 04 U19  |          |
| C        | Mateusz Ciapa      | Union Fürstenwalde |          |
| D        | Mattis Daube       | Viktoria Berlino   |          |
| A        | Malek Fakhro       | Straelen           |          |
| P        | Eric Gründemann    | Elversberg         |          |
| D        | Fynn Kleeschätzky  | Kaiserslautern II  |          |
| A        | Robin Krolikowski  | Greifswalder       |          |
| D        | Sören Lippert      | Bonner             |          |
| C        | Vjekoslav Taritaš  | Lubecca II         |          |

| Cessioni | Cessioni            | Cessioni            | Cessioni |
| R.       | Nome                | a                   | Modalità |
| -------- | ------------------- | ------------------- | -------- |
| D        | Sören Lippert       | Waldhof Mannheim II |          |
| P        | Michael Luyambula   | Sportfreunde Lotte  |          |
| A        | Soufian Benyamina   | Viktoria Berlino    |          |
| A        | Elsamed Ramaj       | Kickers Offenbach   |          |
| P        | Lukas Raeder        | Lokomotiv Plovdiv   |          |
| A        | Cyrill Akono        | Verl                |          |
| D        | Moody Chana         | Kickers Offenbach   |          |
| C        | Yannick Deichmann   | Monaco 1860         |          |
| C        | Thorben Deters      | Preußen Münster     |          |
| C        | Dren Feka           | Rot-Weiß Coblenza   |          |
| A        | Nicolas Hebisch     | Vikt. Aschaffenburg |          |
| A        | Patrick Hobsch      | Unterhaching        |          |
| D        | Tim Kircher         | Steinbach           |          |
| C        | Sven Mende          | Schalke 04 II       |          |
| C        | Osarenren Okungbowa | Kickers Offenbach   |          |
| D        | Nico Rieble         | Wehen Wiesbaden     |          |
| A        | Martin Röser        | Wormatia Worms      |          |
| A        | Jamie Shalom        | Lubecca II          |          |
| A        | Pascal Steinwender  | Paderborn           |          |
| C        | Marvin Thiel        | Preußen Münster     |          |
| D        | Tim Weißmann        | Teutonia Ottensen   |          |
| C        | Lucas Wolf          | Holstein Kiel II    |          |
| C        | Ersin Zehir         | Antalyaspor         |          |

## Risultati

### Regionalliga Nord

#### Girone di andata
| Arbitro: | Strampe |

|                           |           |  |
| Sezer 25’, 61’ Fakhro 83’ | Marcatori |  |

| 18 agosto 2021 2ª giornata |  | – turno di riposo |  |  |

| Arbitro: | Rott |

|                                                                    |           |  |
| Boland 6’ Fakhro 15’ (rig.), 60’, 80’ Taritaš 28’, 68’ Abifade 90’ | Marcatori |  |

| Arbitro: | Höhns |

|                          |           |           |
| Cornils 35’ Hartmann 66’ | Marcatori | 71’ Sezer |

| Arbitro: | Jürgensen |

|                  |           |  |
| Grupe 57’ (aut.) | Marcatori |  |

| Arbitro: | Steenken |

|                             |           |                        |
| Kleeschätzky 54’ Boland 61’ | Marcatori | 44’ Alidou 63’ Meißner |

| Arbitro: | Olle |

|          |           |                         |
| Saad 57’ | Marcatori | 2’ Ciapa 7’ Krolikowski |

| Arbitro: | Wessel |

|  |           |            |
|  | Marcatori | 90’ Coffie |

| Arbitro: | Holst |

|  |           |                         |
|  | Marcatori | 37’ Ciapa 49’ Lippegaus |

| Arbitro: | Duschner |

|                      |           |                          |
| Sezer 39’ Boland 45’ | Marcatori | 43’ Büyükdemir 49’ Korup |

| Arbitro: | Tschirschwitz |

|                              |           |  |
| El-Saleh 13’, 30’ Geißen 90’ | Marcatori |  |

#### Girone di ritorno
| Arbitro: | Schlüwe |

|                        |           |  |
| Loubongo-M'Boungou 40’ | Marcatori |  |

| 24 ottobre 2021 13ª giornata |  | – turno di riposo |  |  |

| Arbitro: | Rath |

|  |           |                                          |
|  | Marcatori | 52’ Taritaš 60’ (rig.) Amamoo 66’ Fakhro |

| Arbitro: | Bahr |

|  |           |                                |
|  | Marcatori | 45’ (rig.) Kramer 79’ Hartmann |

| Arbitro: | Meermann |

|                        |           |  |
| Abifade 5’ Taritaš 64’ | Marcatori |  |

| Arbitro: | Herbers |

|                                    |           |  |
| Otuali 10’ Fabisch 30’ Rexhepi 49’ | Marcatori |  |

| Arbitro: | Behrens |

|                        |           |              |
| Fakhro 66’ Taritaš 75’ | Marcatori | 60’ Behounek |

| Arbitro: | Böhm |

|  |           |                            |
|  | Marcatori | 62’, 89’ Boland 70’ Fakhro |

| Arbitro: | Schwengers |

|                                                         |           |             |
| Kleeschätzky 40’ Abifade 46’ Sezer 59’, 87’ Taritaš 90’ | Marcatori | 37’ Paulsen |

| Arbitro: | Bahr |

|            |           |                                      |
| Pingel 37’ | Marcatori | 25’, 90’ Grupe 45’ Fakhro 81’ Boland |

| Arbitro: | Rott |

|                     |           |                     |
| Ciapa 16’ Grupe 85’ | Marcatori | 7’ Mohr 47’ Sattler |

### Girone play-off

#### Girone di andata
| Lubecca 11 marzo 2022, ore 20:00 CET 1ª giornata | Lubecca | 0 – 0 referto | Atlas Delmenhorst | Stadion an der Lohmühle (2 392 spett.)\| Arbitro: \| Höhns \| |
| Arbitro:                                         | Höhns   |               |                   |                                                               |

| Arbitro: | Jürgensen |

|              |           |                |
| El-Saleh 58’ | Marcatori | 90’ Andreasson |

| Arbitro: | Pötter |

|           |           |  |
| Ciapa 59’ | Marcatori |  |

| Oldenburg 18 aprile 2022, ore 15:00 CEST 4ª giornata | Oldenburg | 0 – 0 referto | Lubecca | Marschweg-Stadion (3 896 spett.)\| Arbitro: \| Bramlage \| |
| Arbitro:                                             | Bramlage  |               |         |                                                            |

| Arbitro: | Duschner |

|           |           |                           |
| Gudra 90’ | Marcatori | 40’ Sezer 90’ Brackelmann |

#### Girone di ritorno
| Arbitro: | Rath |

|             |           |                |
| Schmidt 80’ | Marcatori | 46’ Andreasson |

| Arbitro: | Olle |

|                                                  |           |  |
| Abifade 13’, 34’ Ciapa 61’ Sezer 73’ Taritaš 90’ | Marcatori |  |

| Arbitro: | Strampe |

|  |           |                 |
|  | Marcatori | 88’ (rig.) Uzun |

| Arbitro: | Schulz |

|           |           |                       |
| Ciapa 45’ | Marcatori | 48’ Brand 68’ Adetula |

| Arbitro: | Rott |

|                                 |           |           |
| Abifade 4’ Ciapa 52’ Amamoo 88’ | Marcatori | 3’ Bolufe |

## Statistiche

### Statistiche di squadra
| Competizione    | Punti | In casa | In casa | In casa | In casa | In casa | In casa | In trasferta | In trasferta | In trasferta | In trasferta | In trasferta | In trasferta | Totale | Totale | Totale | Totale | Totale | Totale | DR  |
| Competizione    | Punti | G       | V       | N       | P       | Gf      | Gs      | G            | V            | N            | P            | Gf           | Gs           | G      | V      | N      | P      | Gf     | Gs     | DR  |
| --------------- | ----- | ------- | ------- | ------- | ------- | ------- | ------- | ------------ | ------------ | ------------ | ------------ | ------------ | ------------ | ------ | ------ | ------ | ------ | ------ | ------ | --- |
| Regionalliga    | 33    | 10      | 5       | 3       | 2       | 25      | 11      | 10           | 5            | 0            | 5            | 15           | 12           | 20     | 10     | 3      | 7      | 40     | 23     | +17 |
| Girone play-off | 19    | 5       | 3       | 1       | 1       | 10      | 3       | 5            | 2            | 3            | 0            | 5            | 3            | 10     | 5      | 4      | 1      | 15     | 6      | +9  |
| Totale          | -     | 15      | 8       | 4       | 3       | 35      | 14      | 15           | 7            | 3            | 5            | 20           | 15           | 30     | 15     | 7      | 8      | 55     | 29     | +26 |

### Andamento in campionato
| Giornata  | 1 | 2 | 3 | 4 | 5 | 6 | 7 | 8 | 9 | 10 | 11 | 12 | 13 | 14 | 15 | 16 | 17 | 18 | 19 | 20 | 21 | 22 |
| --------- | - | - | - | - | - | - | - | - | - | -- | -- | -- | -- | -- | -- | -- | -- | -- | -- | -- | -- | -- |
| Luogo     | C |   | C | T | T | C | T | C | T | C  | T  | T  |    | T  | C  | C  | T  | C  | T  | C  | T  | C  |
| Risultato | V |   | V | P | P | N | V | P | V | N  | P  | P  |    | V  | P  | V  | P  | V  | V  | V  | V  | V  |
| Posizione | 3 | 3 | 2 | 4 | 5 | 5 | 5 | 5 | 5 | 5  | 5  | 5  | 7  | 5  | 6  | 6  | 6  | 6  | 5  | 5  | 4  | 5  |

Legenda:

Luogo: C = Casa; T = Trasferta. Risultato: V = Vittoria; N = Pareggio; P = Sconfitta.

### Statistiche dei giocatori
| Giocatore        | Regionalliga | Regionalliga | Regionalliga | Regionalliga | Girone play-off | Girone play-off | Girone play-off | Girone play-off | Totale   | Totale | Totale      | Totale     |
| Giocatore        | Presenze     | Reti         | Ammonizioni  | Espulsioni   | Presenze        | Reti            | Ammonizioni     | Espulsioni      | Presenze | Reti   | Ammonizioni | Espulsioni |
| ---------------- | ------------ | ------------ | ------------ | ------------ | --------------- | --------------- | --------------- | --------------- | -------- | ------ | ----------- | ---------- |
| S. Abifade       | 19           | 3            | 5            | 1            | 5               | 3               | 2               | 0               | 24       | 6      | 7           | 1          |
| J. Aguirre       | 0            | 0            | 0            | 0            | 0               | 0               | 0               | 0               | 0        | 0      | 0           | 0          |
| B. Ahmadi        | 0            | 0            | 0            | 0            | 0               | 0               | 0               | 0               | 0        | 0      | 0           | 0          |
| N. Amamoo        | 9            | 1            | 0            | 0            | 10              | 1               | 1               | 0               | 19       | 2      | 1           | 0          |
| A. Andreasson    | 12           | 0            | 4            | 0            | 9               | 2               | 1               | 0               | 21       | 2      | 5           | 0          |
| B. Bäßler        | 1            | 0            | 0            | 0            | 0               | 0               | 0               | 0               | 1        | 0      | 0           | 0          |
| M. Boland        | 20           | 6            | 2            | 1            | 8               | 0               | 0               | 0               | 28       | 6      | 2           | 1          |
| C. Brackelmann   | 19           | 0            | 3            | 1            | 10              | 1               | 1               | 0               | 29       | 1      | 4           | 1          |
| M. Ciapa         | 18           | 3            | 7            | 0            | 9               | 4               | 3               | 0               | 27       | 7      | 10          | 0          |
| M. Daube         | 6            | 0            | 2            | 0            | 0               | 0               | 0               | 0               | 6        | 0      | 2           | 0          |
| O. von Esebeck   | 2            | 0            | 1            | 0            | 3               | 0               | 0               | 0               | 5        | 0      | 1           | 0          |
| M. Fakhro        | 20           | 8            | 4            | 0            | 8               | 0               | 0               | 0               | 28       | 8      | 4           | 0          |
| S. Freitag       | 4            | 0            | 0            | 0            | 3               | 0               | 1               | 0               | 7        | 0      | 1           | 0          |
| E. Gründemann    | 19           | 0            | 1            | 0            | 8               | 0               | 0               | 0               | 27       | 0      | 1           | 0          |
| T. Grupe         | 19           | 3            | 3            | 0            | 9               | 0               | 1               | 0               | 28       | 3      | 4           | 0          |
| L. Jetz          | 1            | 0            | 0            | 0            | 5               | 0               | 0               | 0               | 6        | 0      | 0           | 0          |
| F. Kleeschätzky  | 10           | 2            | 0            | 0            | 7               | 0               | 1               | 0               | 17       | 2      | 1           | 0          |
| R. Kölle         | 11           | 0            | 2            | 0            | 4               | 0               | 0               | 0               | 15       | 0      | 2           | 0          |
| R. Krolikowski   | 10           | 1            | 0            | 0            | 0               | 0               | 0               | 0               | 10       | 1      | 0           | 0          |
| G. Kuisch        | 2            | 0            | 0            | 0            | 8               | 0               | 0               | 0               | 10       | 0      | 0           | 0          |
| J. Lippegaus     | 13           | 1            | 0            | 0            | 10              | 0               | 2               | 0               | 23       | 1      | 2           | 0          |
| M. Rüdiger       | 14           | 0            | 3            | 0            | 7               | 0               | 3               | 1               | 21       | 0      | 6           | 1          |
| J. Schmid        | 2            | 0            | 0            | 0            | 2               | 0               | 0               | 0               | 4        | 0      | 0           | 0          |
| A. Schmitt       | 7            | 0            | 2            | 0            | 0               | 0               | 0               | 0               | 7        | 0      | 2           | 0          |
| C. Sezer         | 17           | 6            | 3            | 0            | 8               | 2               | 0               | 0               | 25       | 8      | 3           | 0          |
| J. Shalom        | 5            | 0            | 0            | 0            | 0               | 0               | 0               | 0               | 5        | 0      | 0           | 0          |
| V. Taritaš       | 19           | 6            | 2            | 0            | 9               | 1               | 2               | 0               | 28       | 7      | 4           | 0          |
| M. Tsimba-Eggers | 4            | 0            | 0            | 0            | 0               | 0               | 0               | 0               | 4        | 0      | 0           | 0          |
| M. Urbanski      | 0            | 0            | 0            | 0            | 0               | 0               | 0               | 0               | 0        | 0      | 0           | 0          |
| K. Uzun          | 8            | 0            | 0            | 0            | 9               | 1               | 0               | 0               | 17       | 1      | 0           | 0          |
| Y. Varol         | 2            | 0            | 0            | 0            | 0               | 0               | 0               | 0               | 2        | 0      | 0           | 0          |